# Ierland op het Eurovisiesongfestival 1991
Ierland nam deel aan het Eurovisiesongfestival 1991 in Rome, Italië.
Het was de 25ste deelname van Ierland aan het festival.
De nationale omroep RTE was verantwoordelijk voor de bijdrage van Ierland voor 1991.

## Selectieprocedure
De Ierse Nationale finale werd gehouden op 30 maart 1991 en werd uitgezonden door de RTÉ, gepresenteerd door Pat Kenny.
Zeven acts deden mee in de finale en de winnaar werd gekozen door 10 regionale jury's..

| Volgorde | Lied                           | Artiest          | Punten | Plaats |
| -------- | ------------------------------ | ---------------- | ------ | ------ |
| 1        | "Captivity"                    | Patricia Moloney | 42     | 7th    |
| 2        | "Too Many Questions"           | Brian O'Reilly   | 88     | 3rd    |
| 3        | "Why Can't Forever Last?"      | Flo McSweeney    | 65     | 5th    |
| 4        | "When Do I Get Over You?"      | Mike Sherrard    | 53     | 6th    |
| 5        | "Could It Be That I'm In Love" | Kim Jackson      | 94     | 1st    |
| 6        | "Sa Deireadh Thiar"            | Passion          | 86     | 4th    |
| 7        | "Dream Come True"              | Jane Hennessy    | 93     | 2nd    |

## In Rome
In Italië moest Ierland aantreden als 11de, na Turkije en voor Portugal.
Op het einde van de puntentelling bleek dat Ierland 10de was geworden met 47 punten.
Nederland nam niet deel in 1991 en België gaf 5 punten voor deze inzending.

### Gekregen punten

#### Finale
| 12 punten | 10 punten                               | 8 punten                             | 7 punten              | 6 punten              |
| --------- | --------------------------------------- | ------------------------------------ | --------------------- | --------------------- |
|           |                                         | - Luxemburg                          | - Denemarken          |                       |
| 5 punten  | 4 punten                                | 3 punten                             | 2 punten              | 1 punt                |
| - België  | - Malta - Turkije - Verenigd Koninkrijk | - Italië - Joegoslavië - Zwitserland | - Duitsland - Finland | - Israël - Oostenrijk |

### Punten gegeven door Ierland

#### Finale
Punten gegeven in de finale:
| 12 punten | Malta       |
| 10 punten | Italië      |
| 8 punten  | Israël      |
| 7 punten  | Frankrijk   |
| 6 punten  | Spanje      |
| 5 punten  | Cyprus      |
| 4 punten  | Finland     |
| 3 punten  | Zweden      |
| 2 punten  | Zwitserland |
| 1 punt    | Griekenland |

1965 · 1966 · 1967 · 1968 · 1969 · 1970 · 1971 · 1972 · 1973 · 1974 · 1975 · 1976 · 1977 · 1978 · 1979 · 1980 · 1981 · 1982 · 1983 · 1984 · 1985 · 1986 · 1987 · 1988 · 1989 · 1990 · 1991 · 1992 · 1993 · 1994 · 1995 · 1996 · 1997 · 1998 · 1999 · 2000 · 2001 · 2002 · 2003 · 2004 · 2005 · 2006 · 2007 · 2008 · 2009 · 2010 · 2011 · 2012 · 2013 · 2014 · 2015 · 2016 · 2017 · 2018 · 2019 · 2020 · 2021 · 2022 · 2023 · 2024 · 2025